# 马尔切洛·佩拉
马尔切洛·佩拉（義大利語：Marcello Pera，義大利語發音：[marˈtʃɛllo ˈpeːra]，1943年1月28日—）是一位意大利哲学家和作家，在2001至2006年担任意大利参议院主席，主要作品有《科学之话语》（Scienza e Retorica）等。